# Psila sternalis
Psila sternalis är en tvåvingeart som beskrevs av Friedrich Hermann Loew 1869. Psila sternalis ingår i släktet Psila och familjen rotflugor. Inga underarter finns listade i Catalogue of Life.